# Vorderhaus und Hinterhaus
Vorderhaus und Hinterhaus ist ein deutscher Stummfilm aus dem Jahr 1925 von Richard Oswald mit Hans Albers, Max Adalbert und Mary Kid in den Hauptrollen.

## Handlung
Adalbert Mars, ein älterer, verwitweter Herr, besitzt ein Mietshaus sowie die im Viertel beliebte Maxim-Bar. Frau Brenneis, Bewohnerin seines Hinterhauses, ist mit ihrer Miete im Rückstand. Daher bittet sie Mars, ihrer Tochter eine Chance als Tänzerin in seinem Etablissement zu geben. Dies kommt ihm sehr zupass, hat Adalbert doch ein Auge auf die talentierte und hübsche Iduna Brenneis geworfen. So gibt er ihr den Job und veranlasst den Umzug von Idunas Mutter und Bruder Fritz ins geräumigere und vor allem hellere Vorderhaus. Während Iduna als Tänzerin das dringend benötigte zusätzliche Einkommen verdient, um die Miete begleichen zu können, erreicht das Mädchen überdies, dass Fritz in Marsens Bar mehr schlecht als recht die Gäste mit klassischer Musik beschallen darf.
Fritz zeigt bald großes Interesse an Ilse, der Tochter seines Arbeitgebers. Doch Adalbert Mars hat mit seiner Ilse sehr viel „Größeres“ vor, wie er meint. Sein smarter und gewitzter Geschäftsführer Otto Flaschenhals wäre genau die Partie, die er sich für sein Töchterlein wünscht. Außerdem fürchtet Adalbert, dass ihm in Flaschenhals massive Konkurrenz um Idunas Gunst erwachsen könnte. Es würde alles so schön rund laufen, wäre da nicht Natascha, ebenfalls Tänzerin in Marsens Maxim-Bar und zugleich Mitbewohnerin im Vorderhaus. Sie ist mächtig eifersüchtig seitdem der Alte das Interesse an ihr verloren hat und nunmehr die junge Iduna vorzieht. Und so gedenkt Natascha, die, seit sie ihren Tänzerinnen-Job an die Konkurrentin verloren hat und ihr Vorderhaus-Domizil an Iduna mitsamt Gefolge abgeben musste, Adalberts Pläne zu durchkreuzen. 
Es kommt wie es kommen muss: Natascha erscheint zu Idunas Premiere in Begleitung eines sittenstrengen Herrn aus der Provinz und sorgt für einen handfesten Skandal. Marsens Einnahmen sind seitdem stark rückläufig, und schließlich muss die Maxim-Bar sogar schließen. Der einst wohlhabende Mann verarmt. So muss er selbst vom Vorderhaus, das Aufstieg und Renommee verheißt, in das düstere Hinterhaus umziehen, das sozialen Abstieg bedeutet. Fritz, der bislang wenig Erfolg mit seinen klassischen Klavierkünsten verbuchen konnte, hat plötzlich seinen eigenen Stil gefunden und findet viel Applaus mit moderner Tanzmusik. Er und Ilse finden zusammen, und auch der alerte Geschäftsführer Flaschenhals findet sein Glück: in Iduna und der Kooperation mit Fritz, mit dem er als neuer Mitbesitzer die Maxim-Bar wiedereröffnet.

## Hintergrund
Der sechsaktige Film mit einer Länge von 2096 Metern besitzt vor allem aufgrund seiner sich quälend lang hinziehenden Zensurgeschichte filmhistorische Bedeutung. Vorderhaus und Hinterhaus passierte nach zahlreichen Vorlagen am 30. November 1925 die deutsche Filmzensur und erhielt Jugendverbot. Dem  vorangegangen waren insgesamt sieben Zensurprüfungen und -entscheidungen zwischen dem 4. und dem 27. November 1925, die allesamt in einem Aufführungsverbot mündeten. Erst die Oberprüfstelle erteilte am 30. November eine Aufführungserlaubnis unter der Bedingung, dass der Film für die Jugend gesperrt bleibe. In zahlreichen Einzelpunkten wurden vermeintlich sittlich anstößige Passagen des Filmes bemängelt, die detailliert aufgelisteten Beanstandungen sind erhalten.
Die Filmbauten stammen von Heinrich C. Richter.